# ニンジンスープ

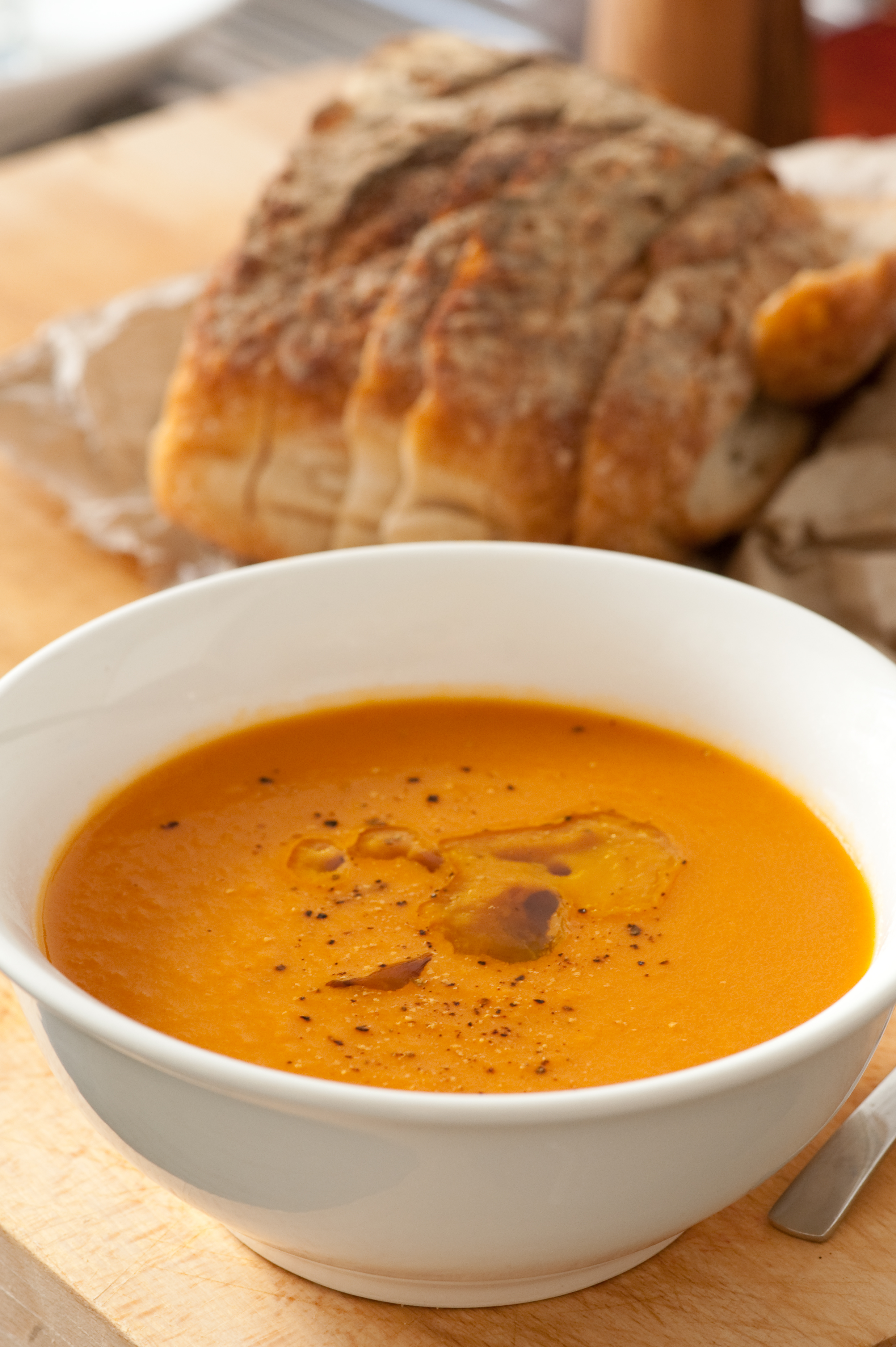
パンと並べたニンジンスープ。

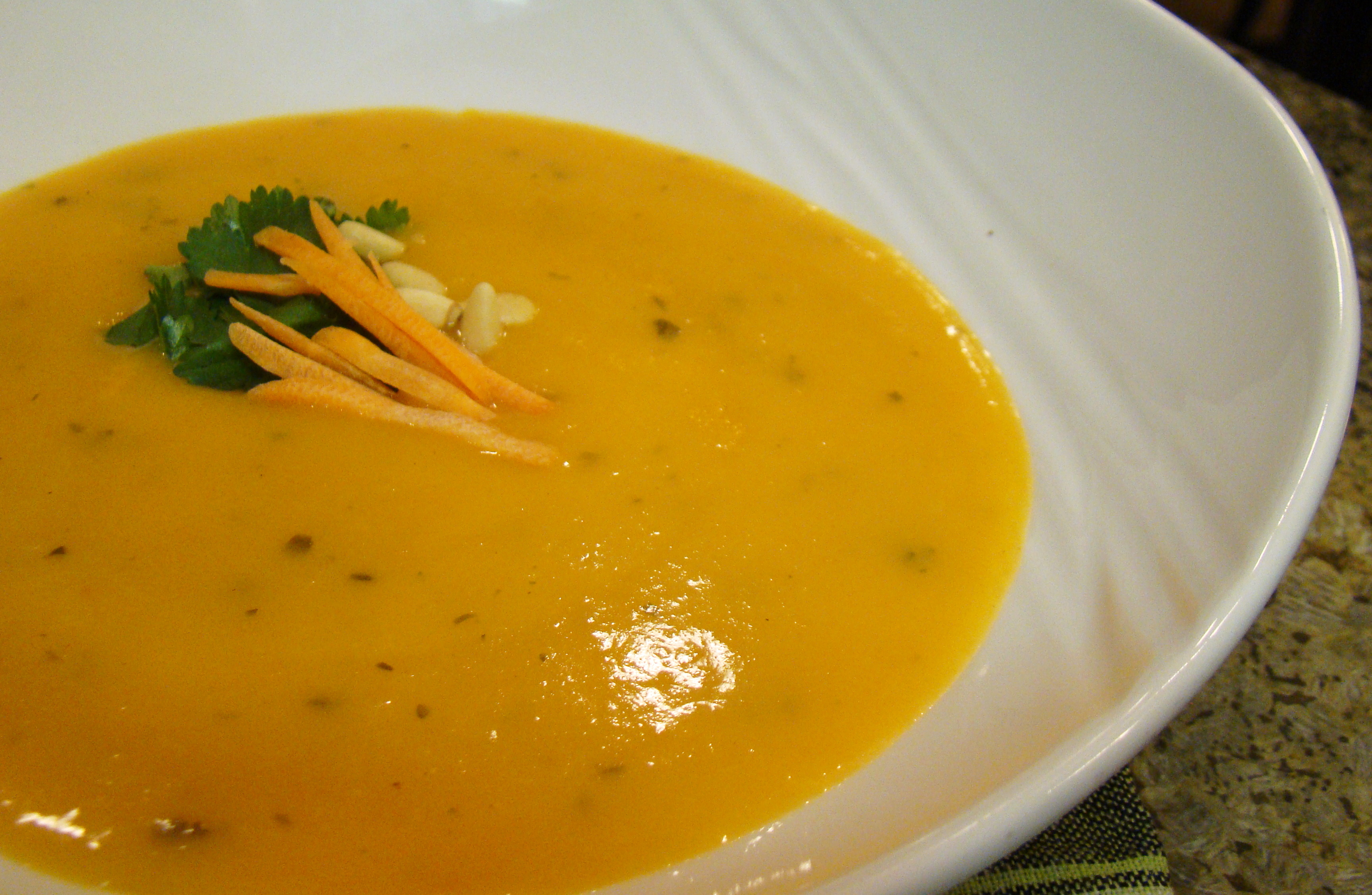
ニンジンスープ。

ニンジンスープ（フランス語 : Potage de Crécy、Potage Crécy、Potage à la Crécy、Purée à la Crécy、Crème à la Crécy）は、ニンジンを主な材料とするスープ。典型的なフランス料理の一種である。
クリーム系のニンジンスープ（右の画像を参照）とブイヨン系のニンジンスープがある（下の画像を参照）。
根菜の他、様々な野菜がニンジン以外に加えられることがある。熱いままで調理されることもあれば、冷製スープとして調理されることもあり、レシピは多種多様である。

## 解説
ニンジンスープは主にクリーム系スープとしてや、ブイヨン系のスープとして調理される。双方とも野菜の出汁（ストック） あるいは鶏の出汁が使用される。根菜（ニンニク、タマネギ、エシャロット、ジャガイモ、カブなど）も材料として使われることがある。ニンジンジュースやオレンジジュースを使用するレシピや、ピューレにしたニンジンを用いるレシピも存在する。調理後はスープをこし器にかけて、不純物をろ過する。材料のニンジンは皮を剥いた物も剥いていない物もどちらも使用され、特に皮を剥いた状態でピューレにしたものはスープをより滑らかな舌触りにする。ピューレにされたニンジンにはしっかりとした粘度があり、舌触りが滑らかになる。スープの色は使用したニンジンの色によって様々な色になり、若いニンジンを使用すればスープはより甘くて明るいオレンジ色になり、古いニンジンを使用すれば甘みが減り黄色のスープとなる。古いニンジンを使用した場合、砕いたニンジンの舌触りが固く感じることがあり、スープが美味しく仕上がらない可能性がある。
材料についても多種多様であり、ココナッツミルク、ココナッツジュース、ココナッツクリーム、ココナッツバター、ココナッツの粉末などココナッツ系の食品を使用するものもあれば、ショウガやカレーを使用するレシピもある。ニンジンの葉やぶつ切りにされたミントも材料として使用されることがある。ニンジンスープは熱いままでも冷製スープとしても食されている。塩コショウやナツメグが味付けに使用されることがある。また、トッピングにヨーグルト、ヨーグルトソース、クレームフレーシュ、サワークリームなどが使用される。
オレンジの風味はスープの付け合せとしても、また味付けとしても使用される。他の付け合せにはイノンド、ニンジンの葉、ニンジン（すりおろし、細切り、角切りなどで）、チャイブ、すり潰したハーブ、クルトン、食パンなどが使用される。ニンジンスープは動物由来の材料を使わなかったり、ビスクのようにして調理されることもある。
また、ニンジンスープには亜硝酸塩が大量に含まれている（硝酸塩は一部では発がん性が指摘されている）。

ニンジンスープ
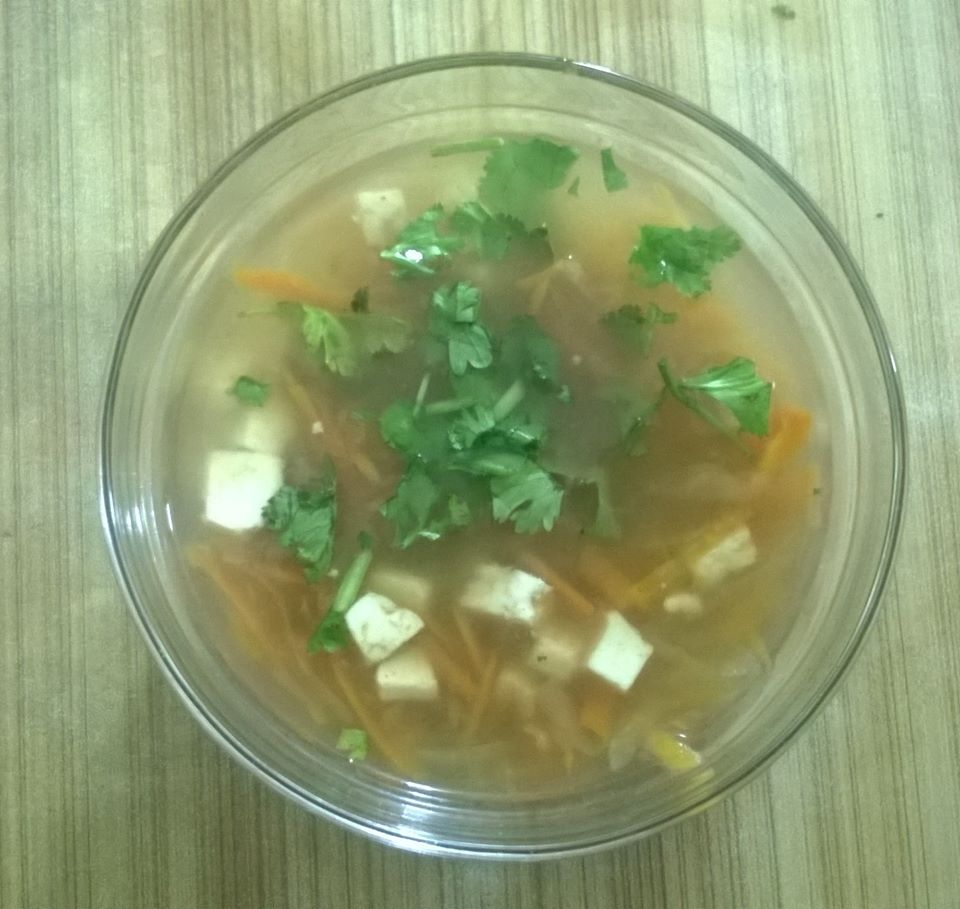
ブイヨン系のニンジンスープ。パパイヤと繊切りにしたニンジンを使用している。
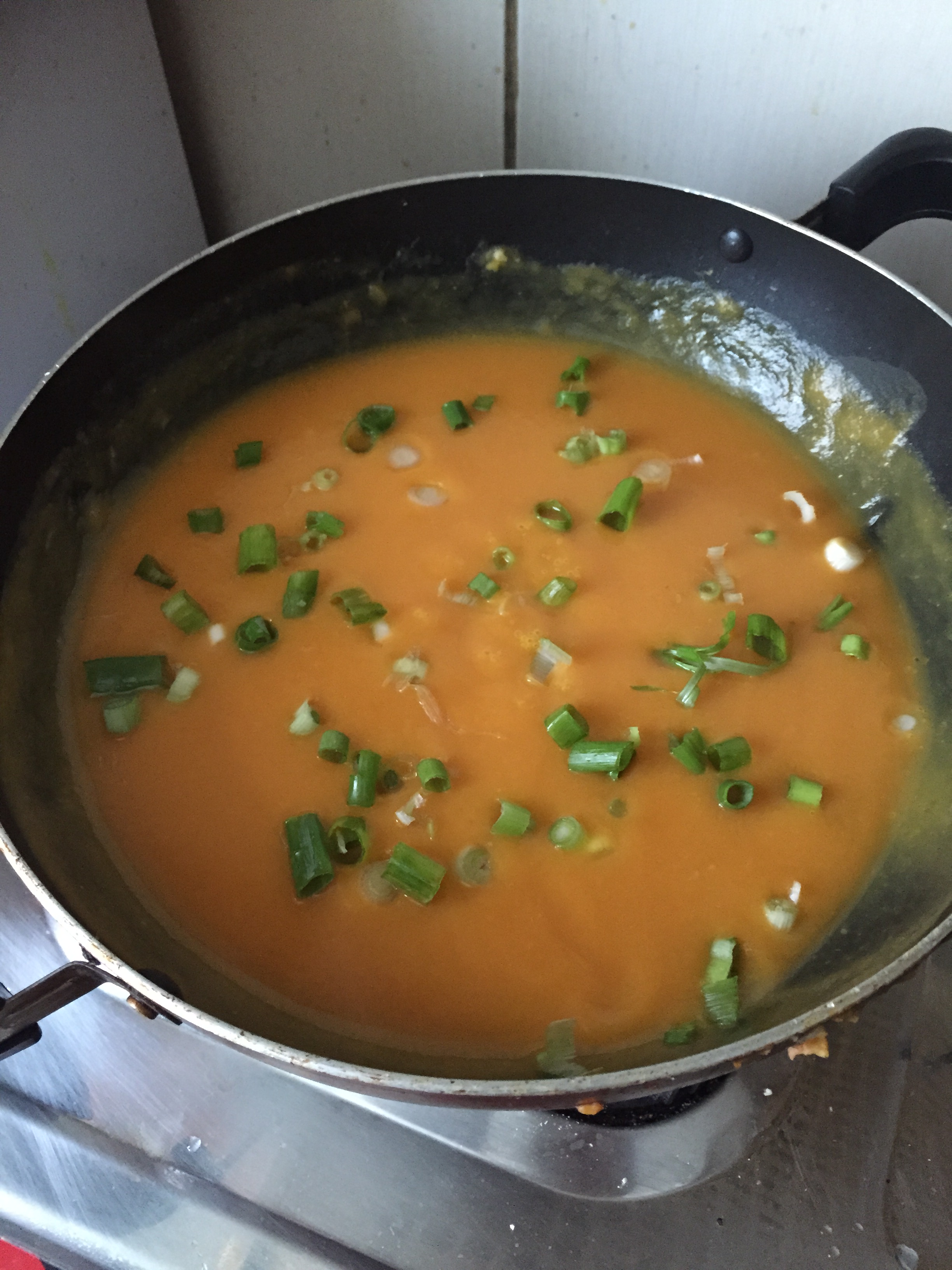
ニンジンとショウガのスープ。
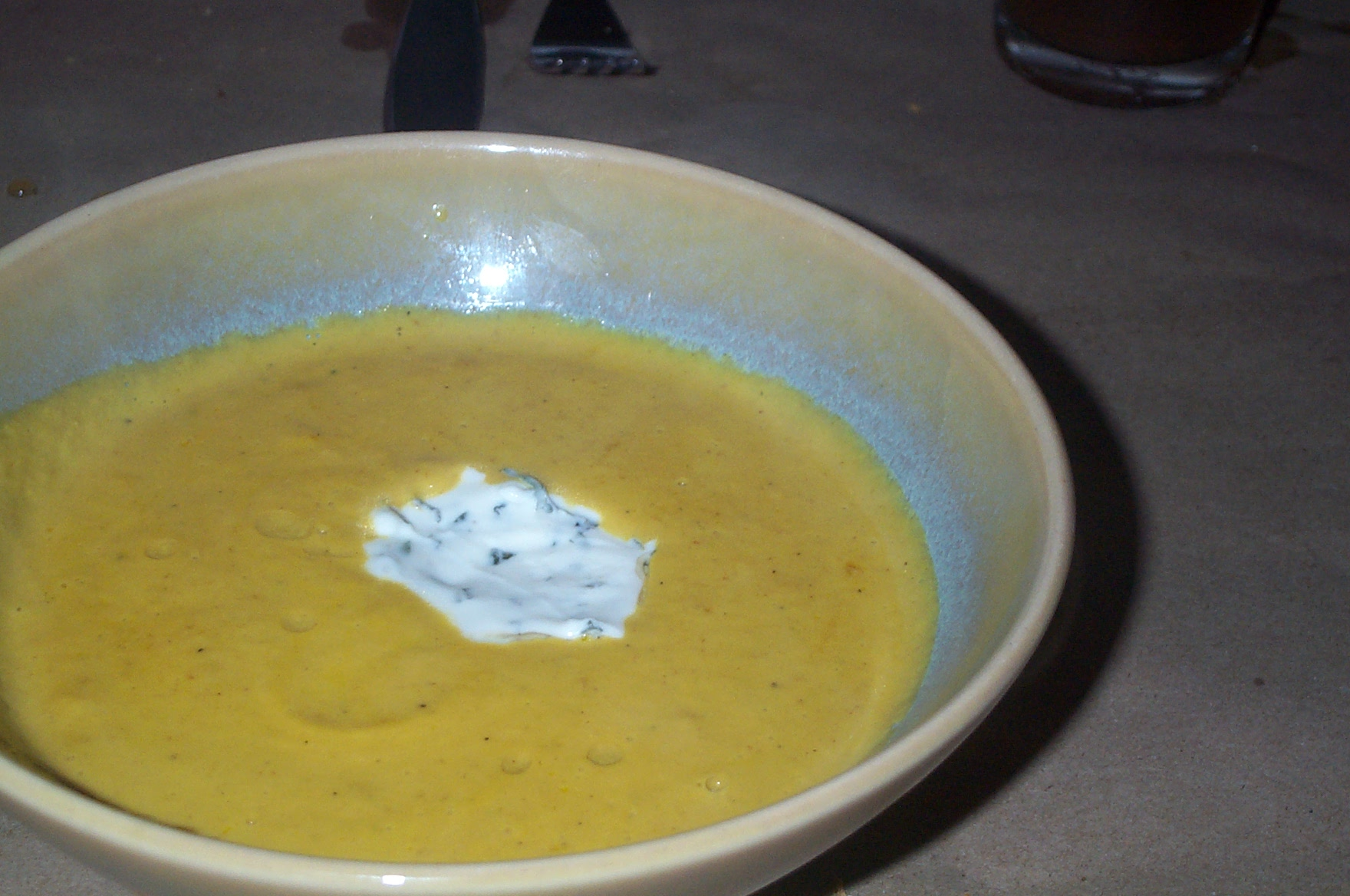
ギリシャヨーグルトをトッピングしたニンジンスープ。
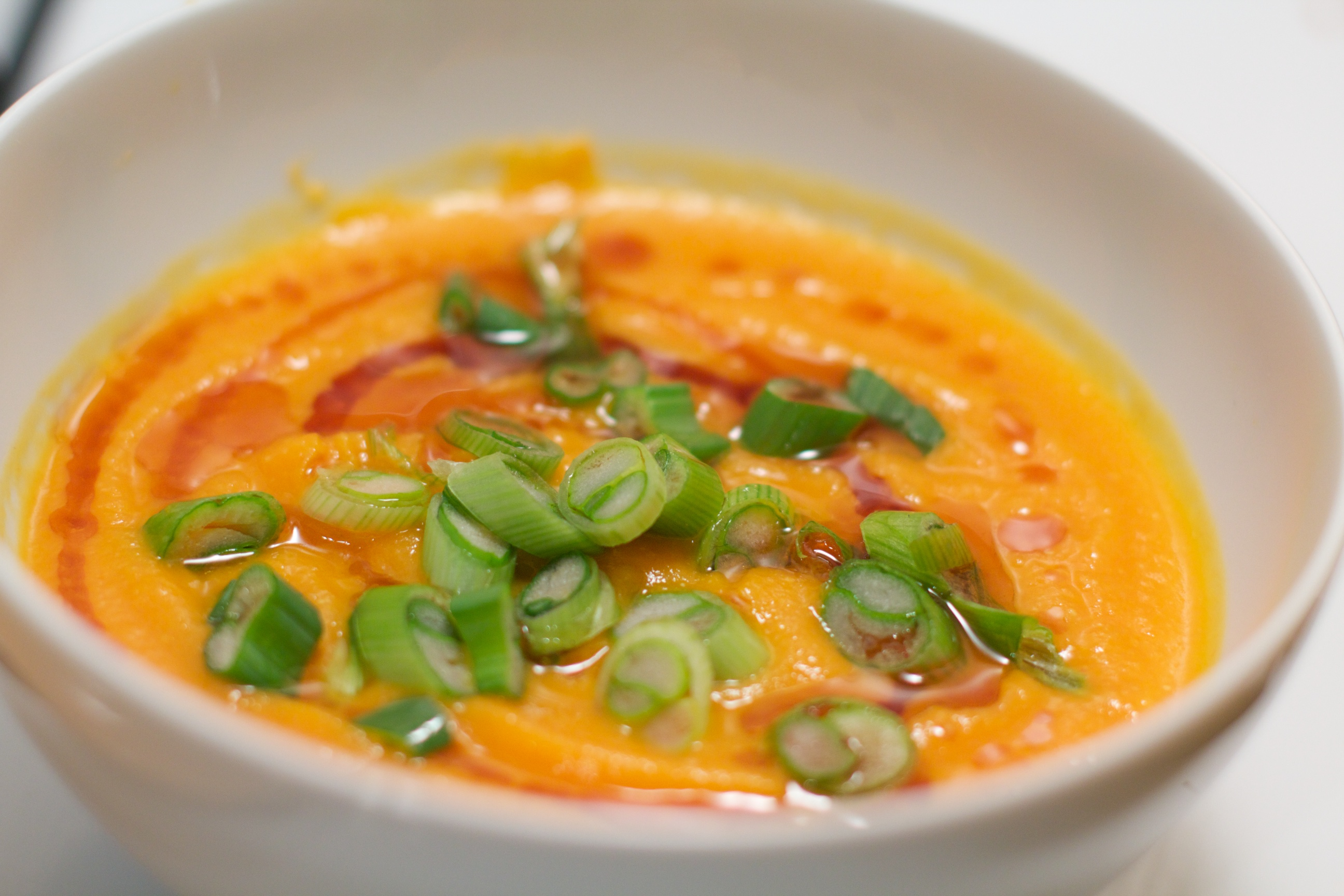
ネギとごま油で味付けしたニンジンとショウガのスープ。
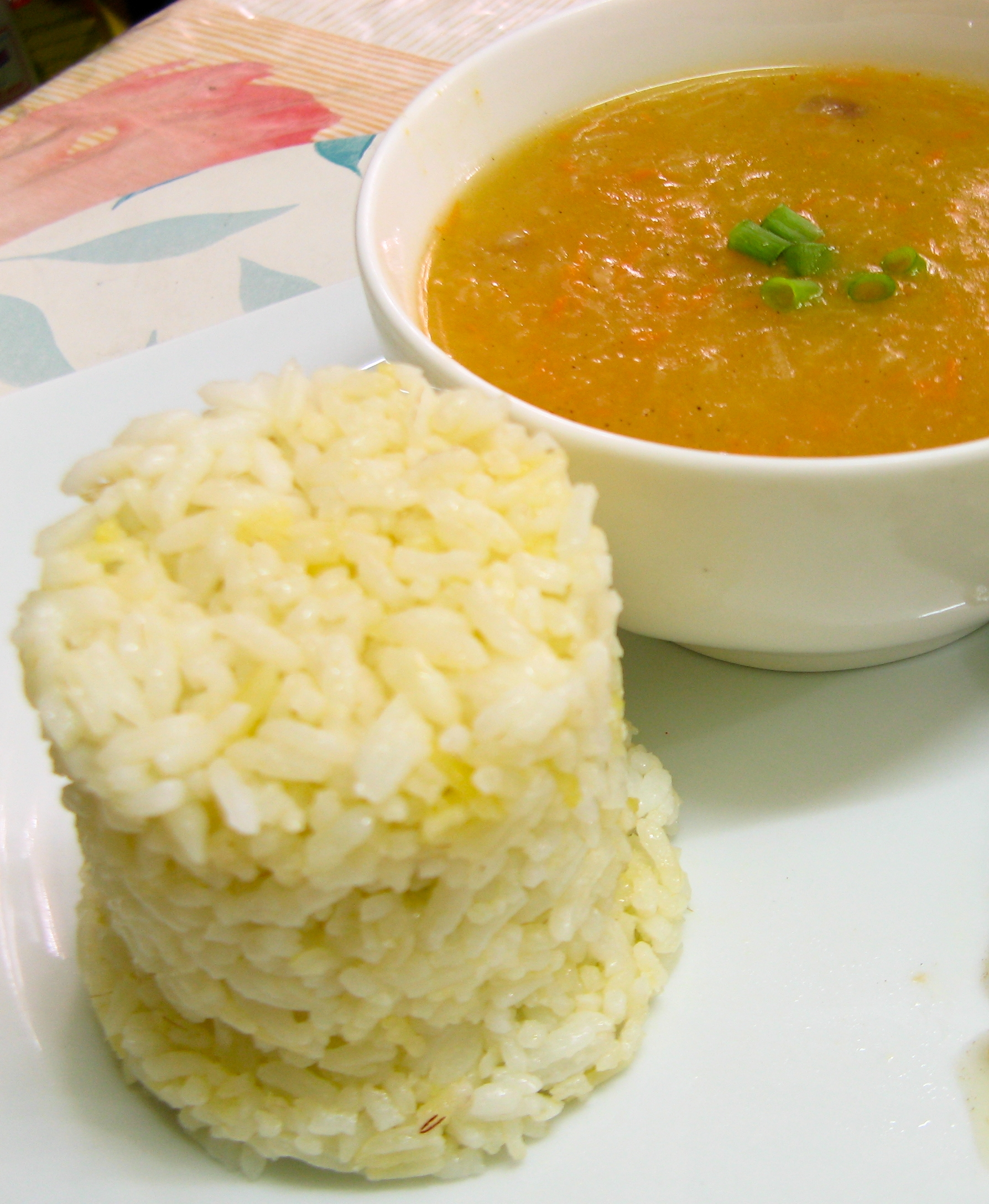
ニンジンとジャガイモのスープ。横には米が盛りつけられている。

## フランス料理として

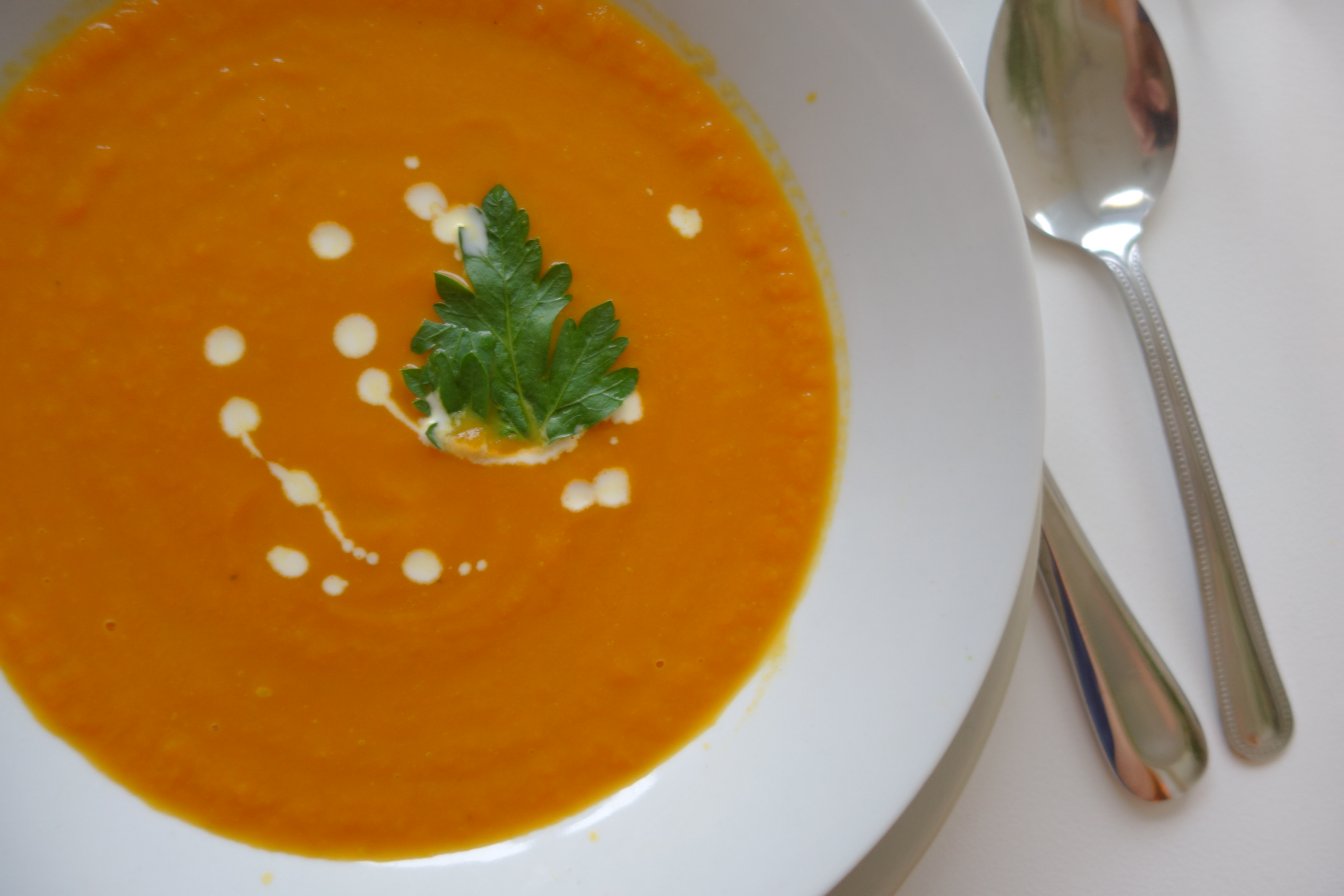
ニンジンスープ（フランス語ではクレシーポタージュ）。

クレシーポタージュ（フランス語 : Potage de Crécy、Potage Crécyet、日本語 : ニンジンスープ、英語 : Potage Crécy）は、フランス料理の一つ。フランス料理の中でも有名な料理であり、フランス料理の代表例とされる。「ポタージュ」とはフランス語で濃い目のとろみを持つスープ全体を指す単語である。また、名称の由来はクレシー＝アン＝ポンティユー（北フランスに位置する基礎自治体。フランス国内では、この地域で採れたニンジンが最高峰とされる）からである。
フランス料理においては一般に米と一緒に添え料理として提供される。付随している米（またはオオムギ）はスープに対して増粘剤の役割をすることもある。

## 歴史
16世紀までニンジンが栽培されることはなかったが、ネーデルラントでは伝統的に食されており、またイングランド人は毎年8月26日にクレシーの戦いでの戦勝を祝ってニンジンスープを食していたと伝わる（クレシーの戦いは1346年にクレシー＝アン＝ポンティユーで発生したイングランド王国とフランス王国の戦い。百年戦争の戦いの一つであり、イングランド王国が大勝した）。
特に初代イギリス国王エドワード7世（在位 : 1901年 - 1910年）は戦いを指揮した先祖のエドワード黒太子を讃えて毎年8月26日にニンジンスープを食していたと言われる。この慣習の由来はクレシーの戦いで勝利したイングランド兵らがクレシー＝アン＝ポンティユーで採れたニンジンでスープを作り、戦勝を祝ったことに起因する。

## 関連記事
- ニンジン
- スープ
- フランス料理

## 外部サイト
- Potage Crécy: French for “It’s cold outside—you need some creamy carrot soup”. Blue Kitchen.
- Why is carrot soup called potage Crecy?. Answers.com.